# Dennis Fong
Pour les articles homonymes, voir Fong.
Dennis Fong (方鏞欽), né le 11 mars 1977, connu également sous le pseudonyme Thresh, est une célébrité du monde des jeux vidéo et un joueur professionnel de sport électronique, surnommé notamment le « Roi des joueurs », le « Michael Jordan des jeux vidéo » ou élu le « meilleur joueur de sport électronique américain de tous les temps » par la E-Sports Entertainment Association. Il est également un chef d'entreprise reconnu, cofondateur de Xfire, un réseau de messagerie instantanée pour les joueurs, racheté par Viacom en avril 2006 pour la somme de 102 millions de dollars.

## Hommage
Les fondateurs de Riot Games, Brandon Beck et Marc Merrill, ont rendu hommage à Dennis Fong en nommant un des personnages de League of Legends avec le pseudonyme de ce dernier, "Thresh".